# Islam i Bulgarien
Den muslimske befolkning i Bulgarien, som omfatter tyrkere, muslimske bulgarer, sigøjnere og tatarer, bor i den nordøstlige del af Bulgarien og i Rodopebjergene. En folketælling fra 2001 viste, at der boede 966.978 muslimer i Bulgarien, hvilket svarede til 12,3 procent af befolkningen. Der boede 713.000 muslimske tyrkere, 131.000 bulgarske muslimer (deres forfædre konverterede til islam under det osmanniske styre), 103.000 muslimske sigøjnere og 20.000 andre muslimer (græske, makedonske og rumæniske muslimer).
De fleste bulgarske muslimer er sunnimuslimer. Det har de fra osmannerne, som styrede  Bulgarien i 500 år. Shiamuslimer findes også i Bulgarien. Omkring 80.000 shiitiske muslimer bor mest i Razgrad, Sliven og Tutrakan (nordøstlige Bulgarien). De fleste af de bulgarske muslimer er efterkommere af osmanniske soldater, pashaer og bønder fra Det Osmanniske Rige.
1987 havde bulgarske muslimer 1267 moskeer i landet og 533 chodzji. Hver en bulgarsk storby eller landsby har egen mufti og landet har en religiøs muslimsk leder. Den største moske i Bulgarien er Tumbulmoskeen i Sjumen fra året 1744. 
Bulgarske muslimer blev undertrykt under det kommunistiske styre i Bulgarien i 50 år. Moskeer over hele landet blev lukket, også selv kristne kirker. De måtte ikke kalde sig selv for muslimer, tyrkere eller sigøjnere.
Efter det kommunistiske styres fald fik andre trosretninger som muslimer i Bulgarien større frihed. Der blev bygget nye moskeer i både store byer og landsbyer. I en del byer kom der også nye koranskoler for unge børn.